# Sinchisita-(Ce)
La sinchisita-(Ce) es un mineral, de composición ideal carbonato de cerio con flúor, pero que contiene otros elementos del grupo de las tierras raras, siempre con en Ce como catión dominante. El mineral fue descubierto y descrito por Gustav Flink, quien le dio su nombre derivado del griego synchis, que confunde, ya que los ejemplares se habían considerado hasta entonces otro mineral, la parisita. Los ejemplares utilizados procedían de la pegmatita de Narssârssuk,  en Igaliku,  Kujalleq (Groenlandia), que consecuentemente es la localidad tipo. El sufijo Ce se añadió posteriormente.

## Propiedades físicas y químicas
La sinchisita-(Ce) es un mineral relativamente frecuente, conociéndose en alrededor de unas 500 localidades en el mundo, aunque siempre aparece diseminado en cantidades pequeñas, habitualmente como microcristales, muy apreciados por los coleccionistas de minerales. Los cristales, que pertenecen al sistema monoclínico suelen aparecer como tabletas y prismas  de contorno hexagonal,  con la cara basal lisa y el resto estriadas, y pueden alcanzar un tamaño de varios centímetros, aunque generalmente son milimétricos. 
La sinchisita-(Ce) es el análogo de cerio de la sinchisita-(Y) y de la  sinchisita-(Nd). Es también el análogo con calcio de la huanghoita-(Ce) y el término con flúor dominante sobre el hidroxilo de la  hidroxilsinchisita-(Ce). La composición química suele ser muy compleja, con contenidos diversos de los distintos elementos de las tierras raras.Forma crecimientos orientados con la bastnäsita-(Ce).

## Yacimientos
La sinchisita-(Ce) es frecuente en pegmatitas graníticas complejas y en carbonatitas, y se encuentra ocasionalmente en filones hidrotermales de cuarzo, los conocidos como venas alpinas. Los mejores ejemplares conocidos, con cristales que pueden alcanzar un tamaño de varios centímetros, proceden de las venas alpinas encajadas en gneis graníticos en la montaña Zagi, en el distrito de  Peshawar (Pakistan).En España se ha encontrado también cristales de hasta 2 cm en venas del mismo tipo encajadas en pizarras, en Llavorsí (Lérida). En las canteras de granito de Porriño (Pontevedra) se han encontrado ejemplares con cristales formados por intercrecimiento sintaxial de sinchisita-(Ce) y bastnäsita-(Ce).